# 어보

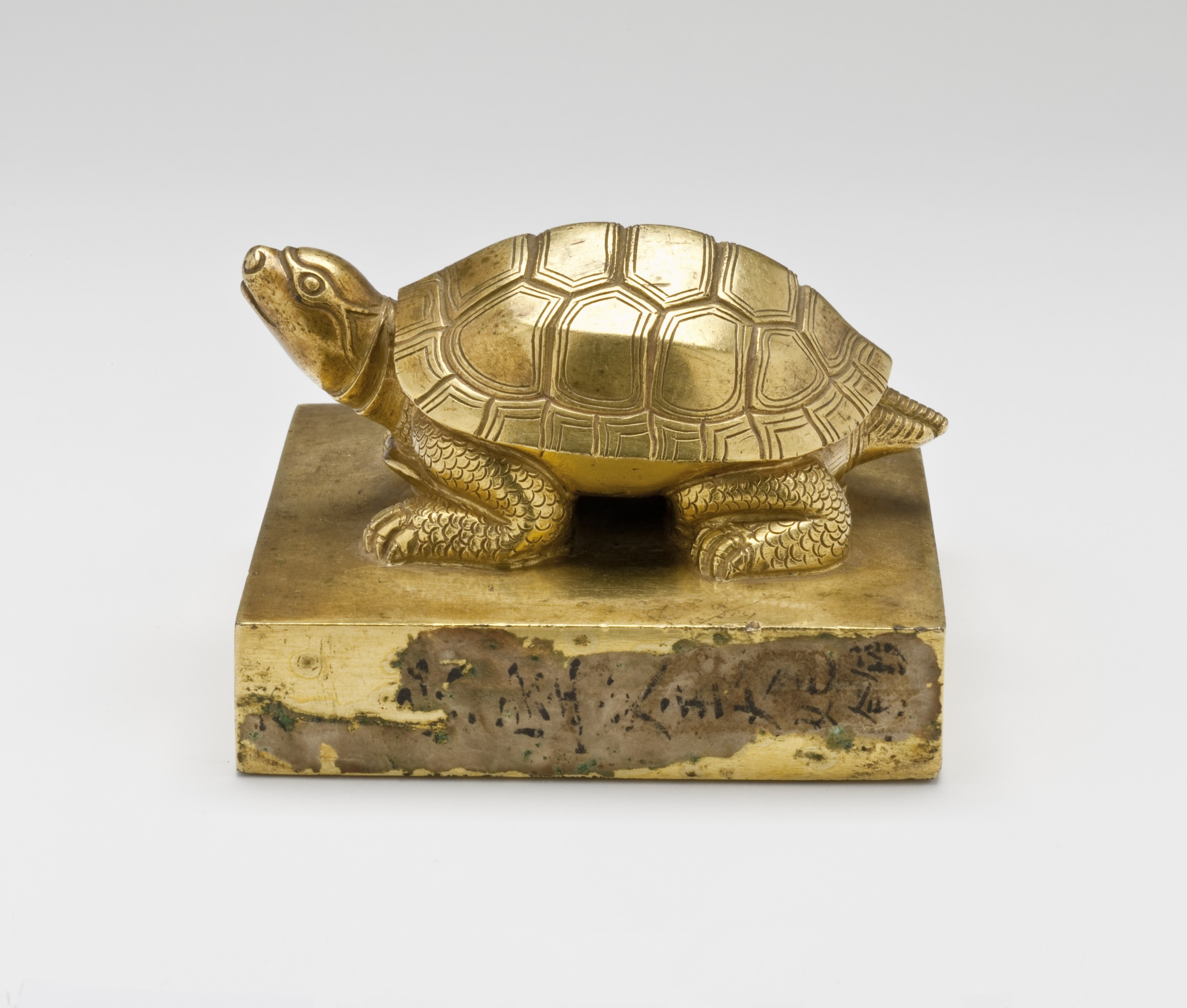
문정왕후 금보 (1547년 제작)

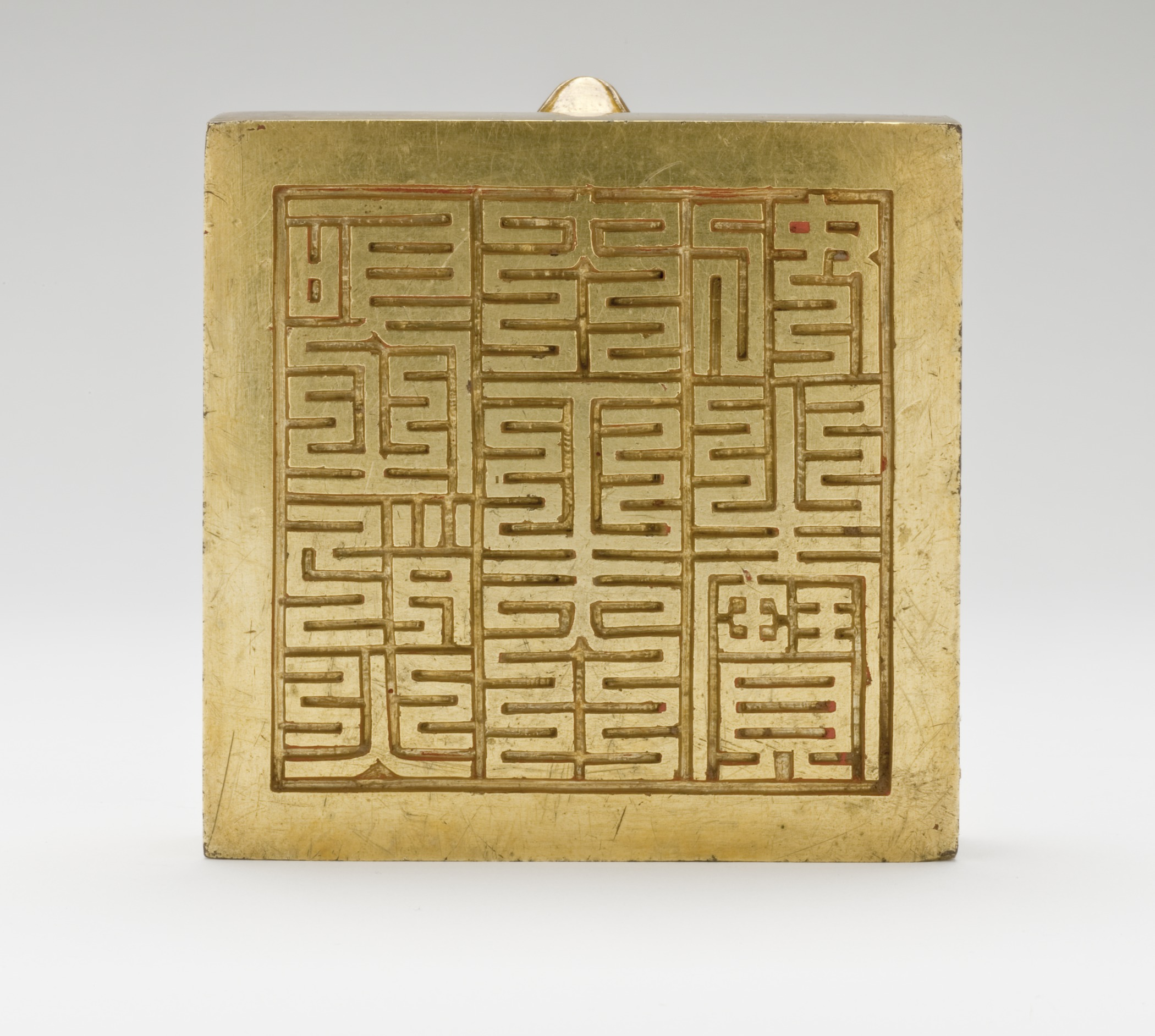
문정왕후 금보의 보면

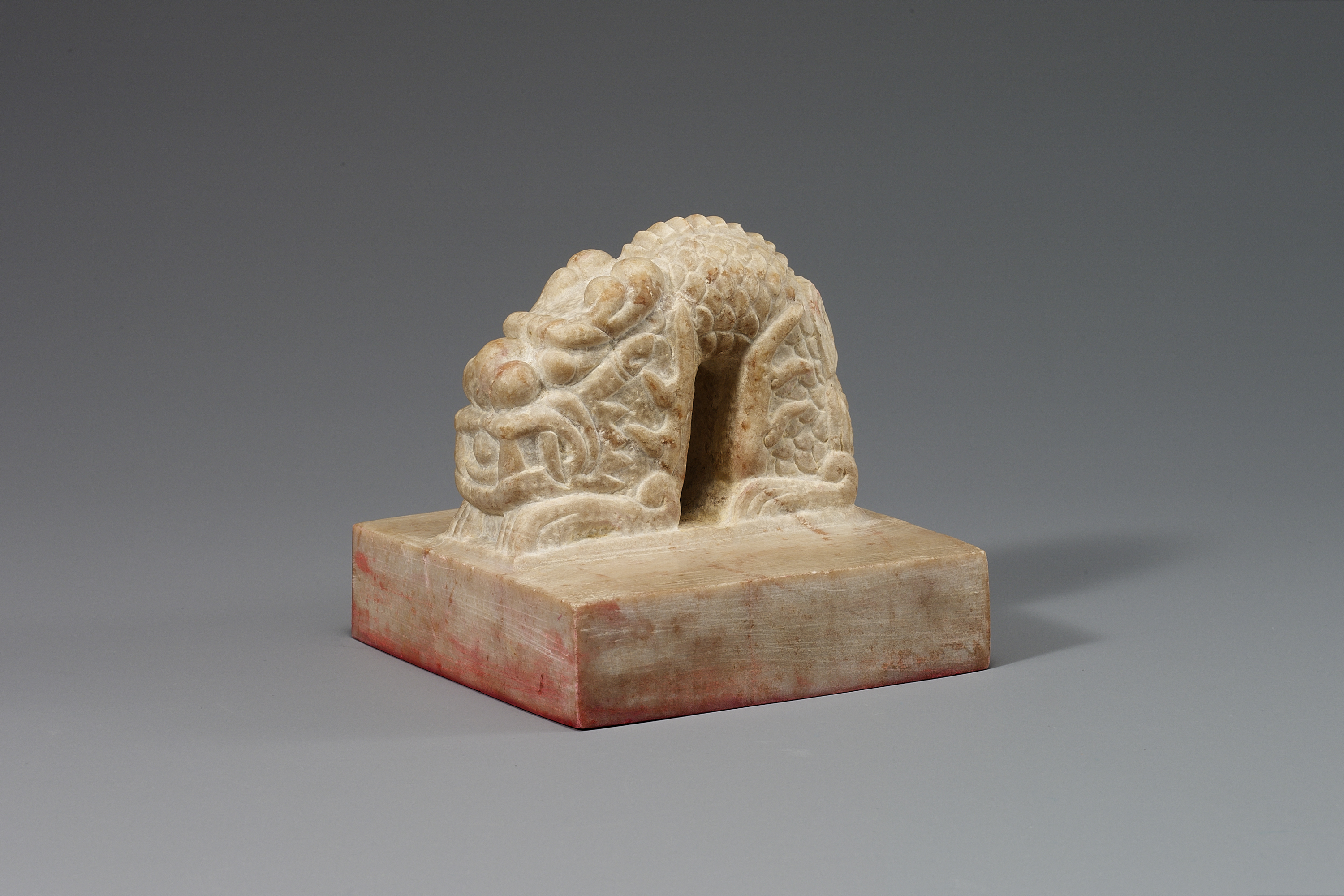
고종 옥보 (1902년 제작)

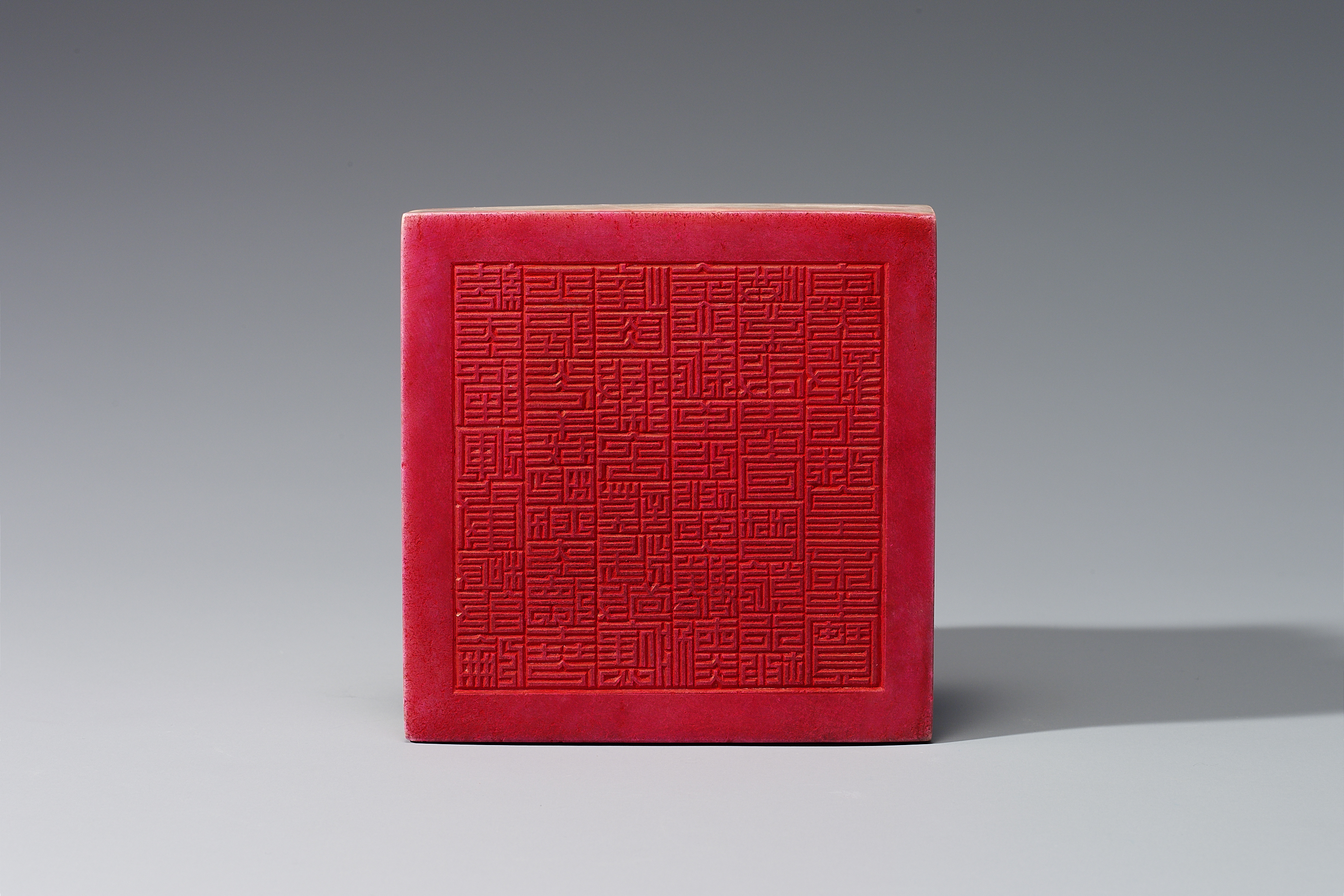
고종 옥보의 보면

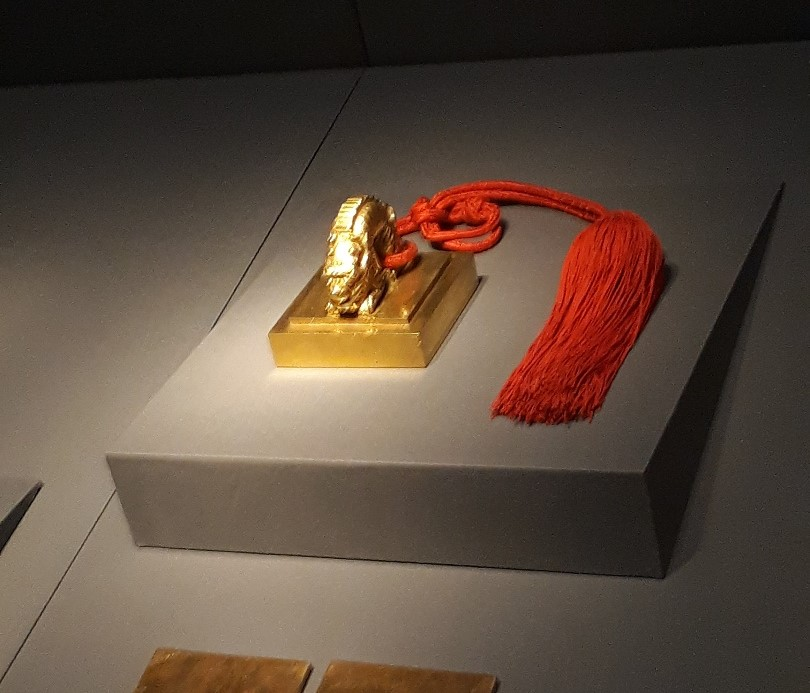
명성황후 금보의 모습

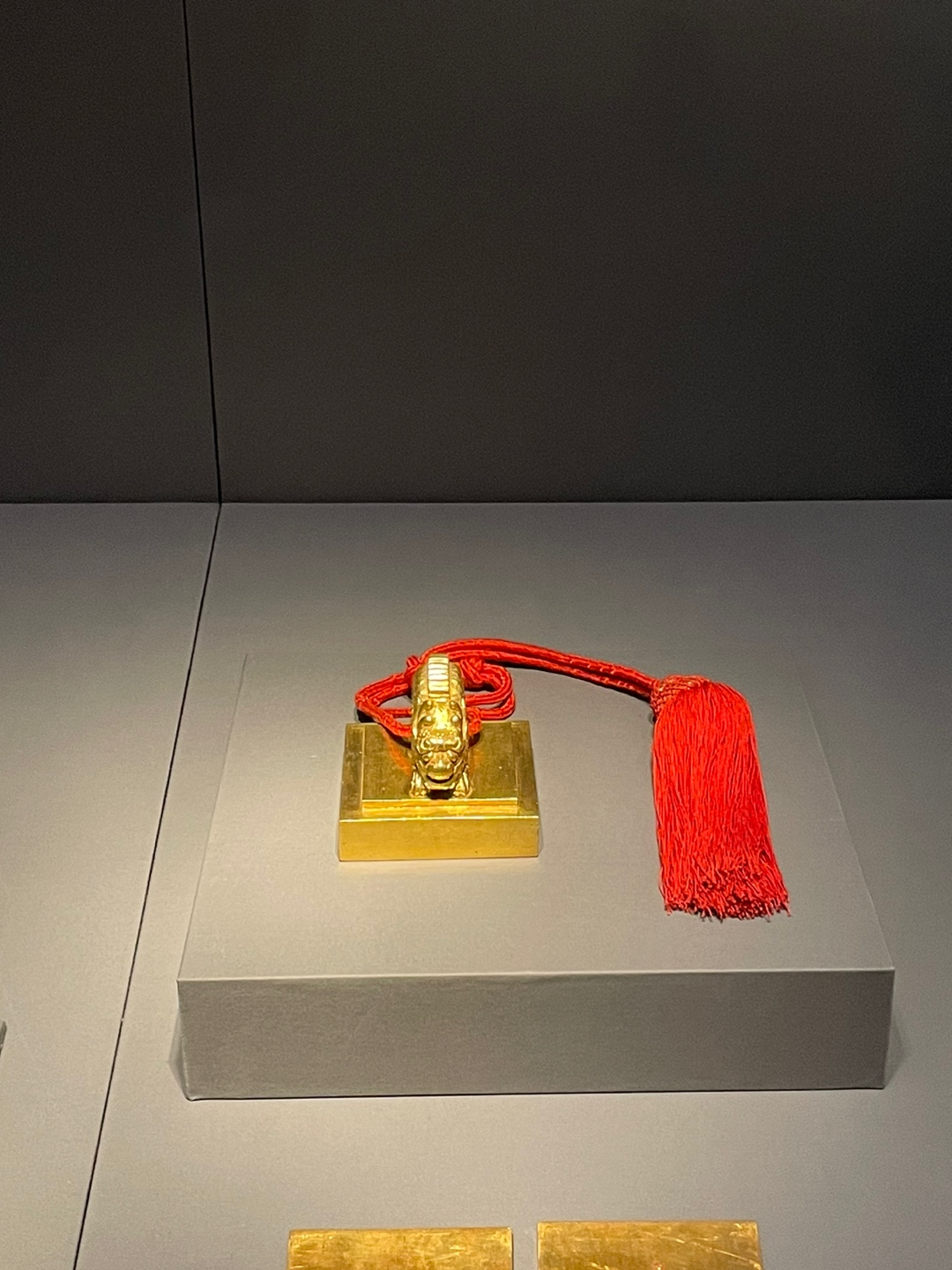
명성황후 금보 정면

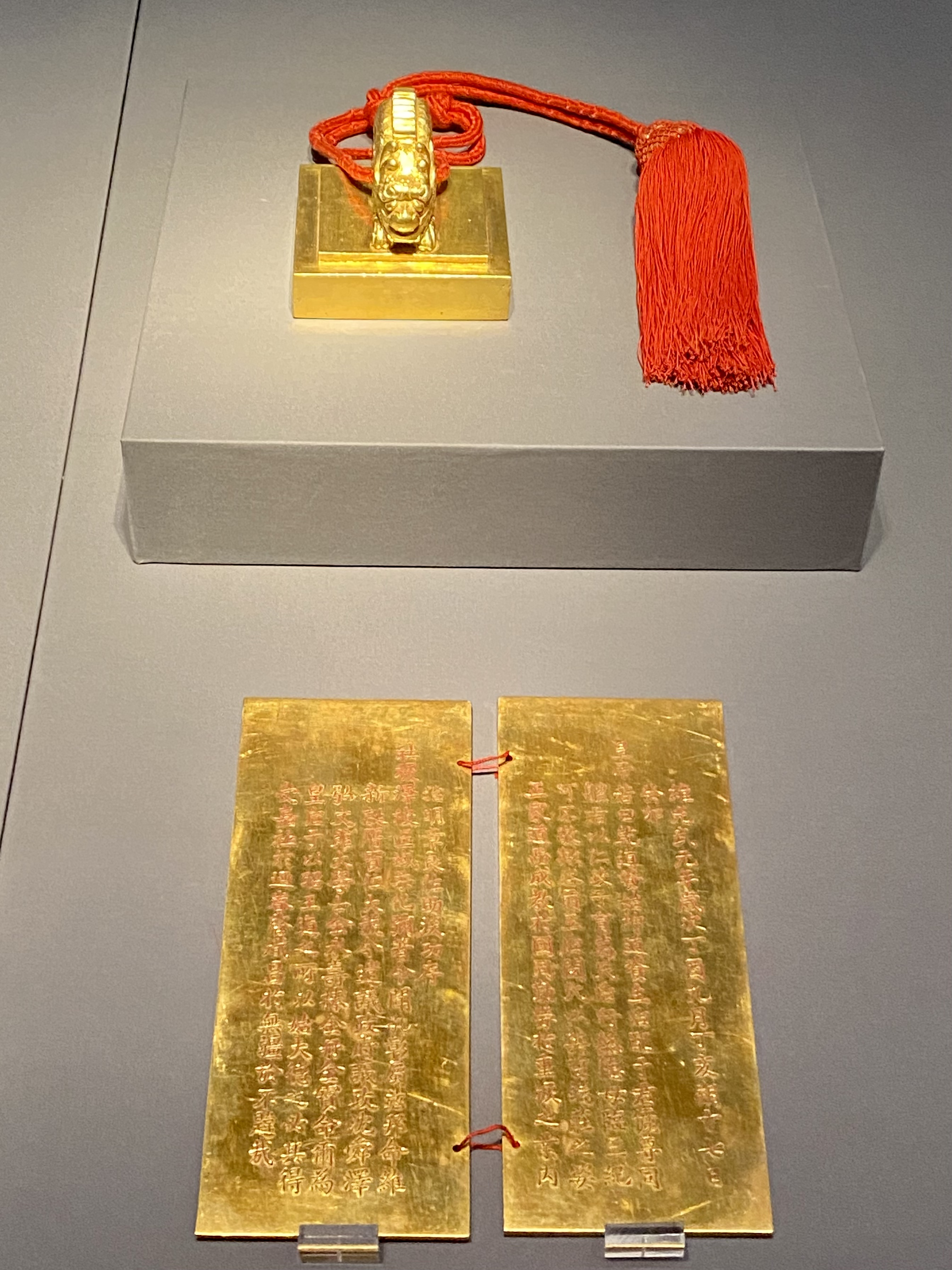
국립고궁박물관에 전시되어있는 명성황후 책봉 시 올린 금보(위)와 명성황후 책보유시 올린 금책(아래)

어보(御寶)는 국가와 왕권을 상징하는 예물로 일반적으로 왕·왕비·왕세자 등 왕실의 의례용 도장을 통칭한다. 어보는 존호나 시호를 올릴 때나 가례, 길례 등 각종 궁중 의식에서 사용되었다.

## 갤러리

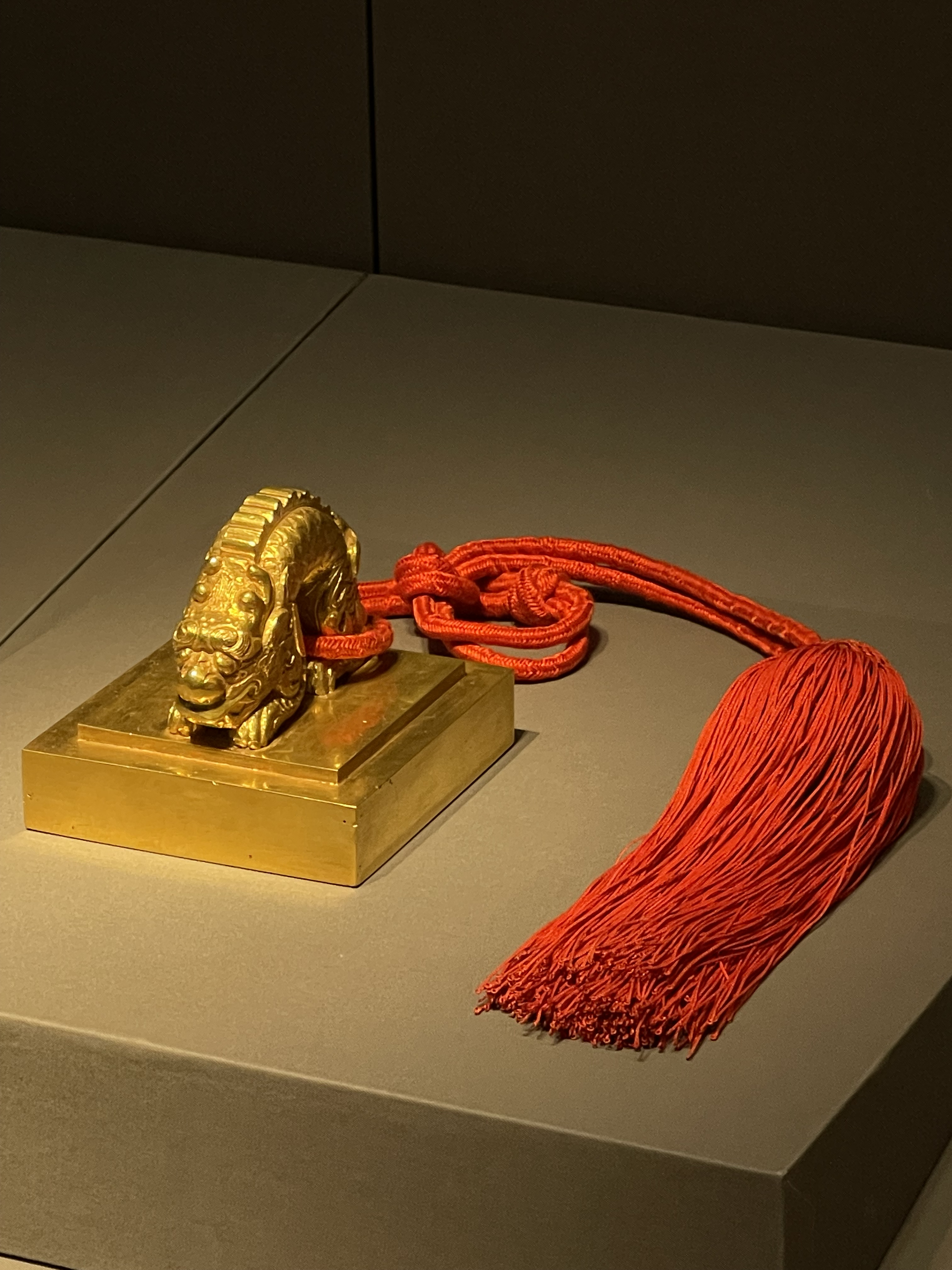

## 개요
어보는 조선 태조의 4대조부터 대한제국 순종을 비롯하여 추존왕 등 34명의 왕과 48명의 왕비와 계비, 세자와 세자빈을 위해 제작되었다. 현존하는 어보 가운데 가장 이른 시기의 어보는 1441년에 제작된 문종비 현덕왕후의 어보이며, 가장 늦은 시기의 어보는 1928년에 제작된 순종비 순명효황후의 어보이다. 어보에는 왕과 왕비의 덕을 기리는 존호(尊號)와 돌아가신 후 공덕을 칭송하는 시호(諡號) 등을 새겼다. 추가로 존호나 시호를 올릴 때마다 어보를 새로 제작하였다. 존호를 올리는 의식 등에 사용하고 나중에 종묘 신주실에 모셔 보관하였다. 존호를 올릴 때 어보와 함께 보통 주인공의 공덕을 칭송하는 글을 새긴 어책(御冊)을 함께 수여하였다. 손잡이의 형태는 용이나 거북을 사용하였으며, 보통 높이는 9.6cm, 무게도 4㎏에 달하였다. 주요 성분은 금 대신 구리와 은을 54:23으로 혼합하여 도금의 형태로 많이 제작되었다. 실제로 사용된 일은 없으며 상징성으로 제작한 도장이다. 실무용인 국새에 비하여 크기가 커서 조각선이 굵고 덜 정교하다.
어보는 원래 종묘에 보관되었는데 1994년에 궁중유물전시관으로 이관되었다가 2005년에 국립고궁박물관이 개관하자 현재 고궁박물관에서 소장 관리하고 있다. 하나의 어보는 어보와 함께 어보를 넣는 내함인 보통(寶筒), 보통을 넣는 외함인 보록(寶盝), 그리고 어보·보통과 보록을 싸는 보자기와 이를 묶는 끈 등 최소 6개 이상의 유물이 한 묶음으로 이루어진다. 어보는 글자가 새겨져 있는 방형(方形)의 보신(寶身)과 거북이·용 등이 조각된 보뉴(寶鈕)로 구성되어 있다. 대한제국이 들어서면서 황제국의 위상을 나타내기 위해 보뉴의 거북이가 황제의 상징인 용으로 바뀌게 된다. 보신의 바닥에는 글씨가 새겨져 있는데 이를 보면(寶面)이라고 한다. 보면의 주 글자는 전서체가 많이 쓰였다. 보뉴에는 도장을 잡기 편하게 하면서도 장식성을 더한 인수(印綬)가 있는데, 인수는 영자, 방울, 술로 구성되어 있다.

## 제작 과정
조선 초기에는 의궤가 남아있지 않아 어보의 자세한 제작방식을 알 수 없으나 1600년대 이후에 제작된 어보의 경우 의궤를 통해 제작방법을 간접적으로 추론할 수 있다.
또한 어보 제작은 한명의 장인이 만드는 것이 아닌 거북이 모양을 만드는 장인, 금, 옥을 제련하는 장인, 도장을 새기는 장인, 도장 글을 짓는 장인 등 여러 장인이 모여 하나의 어보를 만들게 되는 매우 섬세하고 많은 인력을 요하는 작업이다.

### 금보
금보는 주로 제련된 황동, 숙동, 은으로 주조하는데 17세기 중반의 기록에는 금보를 제작할 때 제련된 황동을 주로 사용하다가 18세기 중엽 이후로는 동철(구리와 쇠), 순도가 99인 구리를 사용해 밀납주조방식으로 제작했다. 먼저 황밀(벌통에서 떼어낼 그대로의 꿀)로 거북이 형태를 조각해 완성한다. 
거푸집은 표토(흙)를 이용해 만든다. 
제련한 황동으로 금보의 외형을 완성하면 표면에 도금을 하는데 도금은 수은아말감기법으로 표면에 황금으로 도금한다.
도금 후에 반드시 온돌에 놓고 점화해야합니다. 왜냐하면 그래야 빛나고 윤기 있는 황금의 색을 완성할 수 있다.
온돌을 가열하기 위해 사용되는 땔감이 하루에 한 묶음 씩 필요한데 수은아말감기범으로 도금한 것에서 수은이 증발하는데 대략 3일의 시간이 소요되었습니다. 도금 후 색이 아름답게 나오지 않을 경우 다시 도금을 하기도 했다.
도금이 완성되면 세부 문양을 추가하는데 문양을 새길 때는 돌을 다듬는 연장을 사용한다.

### 옥보
옥보는 가장 먼저 옥을 채취하는 것으로 시작되는데 옥은 당시 최상의 품질을 자랑하는 남양에서 생산된 옥을 사용합니다. 남양에서 서울로 가져온 옥은 다시 감별을 하는데 옥 덩어리에 티끌이 있거나 반점이 확인되면 옥보를 조각할 옥으로는 적합하지 않기 때문에 사용하지 않는다. 
이렇게 선별한 최상급 옥은 옥을 다루는 장인들이 정옥사라는 모래를 이용하여 옥을 연마합니다.  이러한 정옥사를 사용하여 옥을 연마해 옥보를 만듭니다.
옥보를 완성한 후에는 옥보의 광택과 색을 내기 위해 백납으로 표면을 코팅한다. 
이러한 어보들은 어보를 제작할때에 어보의 구성품도 또한 함께 제작한다. 금보개조도감이나 옥인조성도감과 같은 어보를 제작하는데 특수한 목적이 있는 도감의 경우 어보와 각 구성품을 1방, 2방, 3방으로 역할을 나누어 제작한다. 의례를 행하면서 제작하는 어보의 경우는 어보와 어보의 구성품을 한 곳에서 제작한다.

## 보관과정
먼저 어보를 붉은색 운보문 보자기로 싸고 이를 자주색 끈 2개를 이용하여 십자 모양으로 묶은 다음 보통(寶筒)에 넣는다. 그리고 흰 솜으로 빈 공간을 채운 다음 의향(衣香) 한 봉지를 함께 넣고 뚜껑을 닫는다. 어보를 넣은 보통은 다시 붉은색 운보문 보자기에 싸고 자주색 끈 2개로 십자 모양으로 묶은 다음 보록(寶盝)에 넣는다. 그리고 다시 흰 솜으로 빈 공간을 채우고 의향 한 봉지를 함께 넣어 뚜껑을 닫는다.
보록 앞바탕에 달린 자물쇠를 잠그며 열쇠는 열쇠 집에 넣어 자물쇠에 걸어둔 뒤, 초주지로 보록을 둘러서 봉하는데, ‘臣 謹封’이라 쓰며, ‘臣’字 아래에 제조提調가 서명啣着을 한다. 자문지咨文紙로 표지를 만들어 담편 사이에 꽂고. 최종적으로 호갑에 담아 마무리한다. 

## 유네스코 선정 기준
2017년 10월 31일, '조선왕실 어보와 어책'이 유네스코 세계기록유산에 등재되었다. 선정 기준은 다음과 같다. 
조선 왕실의 어보와 어책(Royal Seal and Investiture Book Collection of the Joseon Dynasty)
조선 왕실의 어보와 어책(Royal Seal and Investiture Book Collection of the Joseon Dynasty)은 조선 왕실에서 만들어진 어보(御寶)와 어책(御冊) 컬렉션이다. 조선 왕실은 왕이나 왕비의 책봉, 즉위식 등의 중요한 행사 때마다 어보와 어책을 만들었다. 왕세자로 책봉된 때부터 사후까지, 왕과 왕비의 존호를 새긴 어보는 왕들에게는 물론이고 왕실 전체 혈통에 관한 의례용 도장이다. 어보와 함께 컬렉션에 포함되어 있는 어책과 교명(敎命)은 존호의 봉헌과 전례(典禮)가 왕들에게 정당하게 이루어진 것임을 기록해 놓은 교서이다.
의례용 도장인 어보는 왕의 권위를 뜻하는 신성성의 표상이다. 의례용 어보를 제작하는 관행은 일상생활에서 인장을 인증용으로 쓰는 문화와는 다르다. 어보와 어책은 왕실의 영원함을 상징한다. 현재의 왕에게는 왕실의 정통성을 증명하는 것이며, 사후의 왕에게는 왕실의 영원한 권위를 표하는 성물(聖物)로써 종묘에 함께 봉안되었고, 이러한 관행은 국가의 안정에 기여하였다. 따라서 어보와 어책은 살아있는 왕과 고인이 된 왕을 이어주는 고유한 정치적 기능을 발휘했고, 왕실의 신성함을 증명하는 근거로서 동아시아에서 널리 퍼져 있던 문화전통과 철학을 바탕으로 하고 있다.
어보와 어책은 조선이 건국되면서부터 근대에 막을 내리기까지 570여 년 동안 지속적으로 제작되었다. 이렇게 오랜 세월 동안 중단 없이 어보와 어책을 제작하고 봉헌한 사례는 대한민국이 유일무이하다. 어보와 어책이 하나의 컬렉션으로써 보존되었다는 사실 또한 아카이브로서 기록적 가치를 한층 더 강화한다.
세계적 중요성
다른 국가, 다른 문화권에서 제작된 어보와 비교한다면 ‘조선 왕실의 어보와 어책’ 컬렉션은 신성함 때문에 더욱 의미가 있다. 왕실에서 전례를 치를 때마다 하나씩 각 왕과 왕비의 전용으로 제작된 예물이기 때문에 어보와 어책은 조선 왕실의 정통성을 상징하며, 통치자의 권위를 표방하는 근거였다. 또 왕의 사후에도 제작되었다는 점에서 왕실의 영속성을 상징하는 도구이기도 했다. 다시 말해 현재의 왕에게는 정통성을 증명하며, 사후의 왕에게는 영원한 권위를 표방하는 성물로써 기능했고, 이러한 관행은 조선 왕조의 안정을 유지하는 데 기여했다. 
의례용 어보와 어책을 제작하는 전통은 동아시아 지역에서 널리 수용된 것이지만 실제로 이 전통을 훼손하지 않고 온전히 지킨 것은 조선(대한민국)이 유일하다. 때문에 이 컬렉션은 동아시아에서 생성된 관념과 문화를 눈으로 직접 확인할 수 있는 기록물이다. 어보와 어책은 왕조의 정치적 안정을 지탱하는 중요한 성물이며 이승과 저승 사이의 영원한 관계를 증명하는 것으로써 동아시아의 철학적 통찰력을 상징한다.
중국이나 베트남에서도 어보와 어책이 제작되었던 사례가 있지만 왕세자와 왕세자빈, 왕과 왕비, 대왕대비가 되는 책봉의 매 시기나 즉위식 등 모든 왕과 왕비가 거치게 되는 인생의 중대한 의식 전체를 보여주는 이토록 광범한 컬렉션은 없다. 일부 현전하는 중국 및 베트남의 어보와 어책은 하나의 컬렉션으로서 갖는 정보 전달과 의미라는 기준에서 볼 때 전체 연대 기록이 제한적이어서 그 가치를 표현하기에는 부족하다. ‘조선 왕실의 어보와 어책’은 조선이라는 국가 전체의 정치와 경제, 사회와 문화를 깊이 들여다볼 수 있는 기회를 제공하는 포괄적인 기록유산으로써 세계적인 관점에서 이해되어야 한다.

## 현황
기록을 통해서 확인된 조선 시대 어보의 총수량은 368과(顆)이며, 현재 소재 불명인 어보의 수량은 39과이다. 2011년 6월에 성종비 공혜왕후의 어보가 고미술품 경매장에 출품되어 민간단체인 문화유산국민신탁에서 낙찰받아 대한민국 정부에 무상 양도하였다. 한국 전쟁 때 미국으로 불법 반출되었던 고종의 어보 ‘수강태황제보’(壽康太皇帝寶)가 2013년 11월에 미국 국토안보부 수사국에 의해 압수되었다가 2014년 4월에 대한민국에 반환되었다. 미국 로스앤젤레스 카운티 미술관(LACMA)에서 전시중이던 중종비 문정왕후 금보 ‘성열대왕대비지보’(聖烈大王大妃之寶)와 미국 고미술품 수집가가 보관하던 현종 옥인 ‘왕세자지인’(王世子之印)도 2013년 9월에 미국 국토안보부 수사국에 압수되어 반환 절차가 진행되고 있다.
덕종의 어보 ‘온문의경왕지보’(溫文懿敬王之寶)가 미국 시애틀 미술관과 대한민국 문화재청과의 반환 합의에 따라 2015년 4월 1일에 대한민국에 반환되었다. 덕종의 어보는 1924년까지 종묘에 보관되다가 반출되어 토마스 D. 스팀슨이 1962년 뉴욕에서 구매한 것을 시애틀 미술관이 1963년에 기증받아 보유해 왔다.
대한민국에 현존하는 어보의 총수량은 329과이며, 국립고궁박물관에서 소장한 어보의 수량은 320과이다. 국립고궁박물관 이외에도 국립중앙박물관에 어보 5과(고종 옥보 2과, 고종비 명성황후 옥보, 순헌황귀비 금인, 영빈 이씨 은인), 국립춘천박물관에 2과(단종 금보, 단종비 정순왕후 금보), 고려대학교 박물관에 2과(태종비 원경왕후 금인, 현종비 명성왕후 옥보) 가 보관되어 있다.

### 소재 불명
| 연번 | 주인공   | 인문 | 제작연대            | 재질 | 손잡이 |
| ---- | -------- | --- | ------------------- | ---- | ------ |
| 1    | 태조     | 至仁啓運聖文神武大王之寶 | 1408년(태종 8년)    | 금보 | 용     |
| 2    | 태조     | 太祖高皇帝寶 | 1899년(광무 3년)    | 옥보 | 용     |
| 3    | 신의왕후 | 承仁順聖神懿王后之寶 | 1705년(숙종 31년)   | 금보 | 거북   |
| 4    | 신덕왕후 | 順元顯敬神德王后之寶 | 1669년(현종 10년)   | 금보 | 거북   |
| 5    | 태종     | 恭定聖德神功文武睿哲成烈光孝大王之寶 | 1683년(숙종 9년)    | 금보 | 거북   |
| 6    | 태종     | 聖德神功建天體極大正啓佑文武睿哲成烈光孝大王之寶                                                                                         | 1872년(고종 9년)    | 금보 | 거북   |
| 7    | 세조     | 承天體道烈文英武王寶 | 1457년(세조 3년)    | 옥보 | 거북   |
| 8    | 세조     | 承天體道烈文英武至德隆功聖神明睿欽肅仁孝大王之寶                                                                                         | 1468년(세조 14년)   | 금보 | 거북   |
| 9    | 정희왕후 | 慈聖欽仁景德宣烈明順元淑徽愼惠懿大妃之寶                                                                                                 | 1469년(예종 원년)   | 금보 | 거북   |
| 10   | 덕종     | 懿敬世子之印 | 1455년(세조 원년)   | 옥인 | 거북   |
| 11   | 덕종     | 懷簡宣肅恭顯溫文懿敬大王之寶 | 1476년(성종 7년)    | 금보 | 거북   |
| 12   | 소혜왕후 | 孝婦粹嬪印 | 1465년(세조 11년)   | 은인 | 거북   |
| 13   | 소혜왕후 | 仁粹王妃之印 | 1471년(성종 2년)    | 옥인 | 거북   |
| 14   | 소혜왕후 | 仁粹王大妃之印 | 1475년(성종 6년)    | 옥인 | 거북   |
| 15   | 소혜왕후 | 仁粹慈淑大王大妃之印 | 1497년(연산군 3년)  | 금인 | 거북   |
| 16   | 소혜왕후 | 昭惠王后之寶 | 1504년(연산군 10년) | 금보 | 거북   |
| 17   | 문정왕후 | 聖烈大王大妃之寶 | 1547년(명종 2년)    | 금보 | 거북   |
| 18   | 인렬왕후 | 明德貞順仁烈王后之寶 | 1651년(효종 2년)    | 금보 | 거북   |
| 19   | 장열왕후 | 慈懿恭愼徽獻大王大妃之寶 | 1676년(숙종 2년)    | 옥보 | 거북   |
| 20   | 장열왕후 | 慈懿王大妃之寶 | 1687년(숙종 13년)   | 옥보 | 거북   |
| 21   | 효종     | 宣文章武神聖顯仁大王之寶 | 1659년(효종 10년)   | 금보 | 거북   |
| 22   | 인선왕후 | 王妃之寶 | 1651년(효종 2년)    | 금보 | 거북   |
| 23   | 인선왕후 | 孝肅王大妃之寶 | 1661년(현종 2년)    | 옥보 | 거북   |
| 24   | 인선왕후 | 敬烈明獻仁宣王后之寶 | 1674년(현종 15년)   | 금보 | 거북   |
| 25   | 현종     | 王世孫印 | 1649년(인조 27년)   | 옥인 | 거북   |
| 26   | 현종     | 王世子之印 | 1651년(효종 2년)    | 옥인 | 거북   |
| 27   | 현종     | 純文肅武敬仁彰孝大王之寶 | 1674년(현종 15년)   | 금보 | 거북   |
| 28   | 현종     | 昭休衍慶敦德綏成純文肅武敬仁彰孝大王之寶                                                                                                 | 1772년(영조 48년)   | 금보 | 거북   |
| 29   | 명성왕후 | 王世子嬪之印 | 1651년(효종 2년)    | 옥인 | 거북   |
| 30   | 명성왕후 | 王妃之寶 | 1661년(현종 2년)    | 금보 | 거북   |
| 31   | 명성왕후 | 顯烈禧仁貞獻文德明聖王后之寶 | 1772년(영조 48년)   | 금보 | 거북   |
| 32   | 숙종     | 顯義光倫睿聖英烈裕謨永運洪仁峻德配天合道啓休篤慶章文憲武敬明元孝大王之寶                                                                 | 1776년(영조 52년)   | 금보 | 거북   |
| 33   | 인현왕후 | 仁顯王后之寶 | 1701년(숙종 27년)   | 금보 | 거북   |
| 34   | 인현왕후 | 孝敬淑聖懿烈貞穆仁顯王后之寶 | 1753년(영조 29년)   | 금보 | 거북   |
| 35   | 영조     | 至行純德英謨毅烈章義弘倫光仁敦禧體天建極聖功神化大成廣運開泰基永堯明舜哲乾健坤寧配命垂統景歷洪休中和隆道肅莊彰勳正文宣武熙敬顯孝大王之寶 | 1784년(정조 8년)    | 금보 | 거북   |
| 36   | 철인왕후 | 敬獻莊穆哲仁王后之寶 | 1878년(고종 15년)   | 금보 | 거북   |
| 37   | 순종     | 皇太子寶 | 1897년(광무 원년)   | 금보 | 용     |

## 같이 보기
- 옥새
- 국새
- 관인

## 참고 문헌
- 《경향신문》
- 《동아일보》
- 《연합뉴스》
- 《왕의 상징 어보》, 국립고궁박물관(2012), 국립고궁박물관, ISBN 978896325901703600
- 『소장품도록03_1권_어보』
- 유네스코 선정기준 영문